# Zbiornik przeciwpowodziowy w Jarnołtówku
Suchy zbiornik przeciwpowodziowy w Jarnołtówku – sztuczny suchy zbiornik przeciwpowodziowy na Złotym Potoku o pojemności ok. 2,25 mln m³ w dolinie Złotego Potoku. Administratorem obiektu jest Nadzór Wodny w Prudniku.
Zbiornik położony w Jarnołtówku w województwie opolskim, w powiecie nyskim, w gminie Głuchołazy, w Górach Opawskich.
Jarnołtówek często nawiedzały powodzie. Największa miała miejsce 13 lipca 1903. Wówczas w okolicy Prudnika przebywała cesarzowa Prus Augusta Wiktoria, która następnie ufundowała zaporę.
Zapora zbudowana w latach 1906–1909 tworzy zbiornik o powierzchni zalewowej około 58 ha i pojemności około 2,25 mln m³ stanowi jeden z głównych elementów systemu ochrony przeciwpowodziowej dla Jarnołtówka i Pokrzywnej, w pewnym stopniu również dla miejscowości położonych w dolnym biegu Złotego Potoku.
Zapora kamienna o wysokości 15,4 m wraz z wałem ziemnym o długości 50 m przegradza zwężoną w tym miejscu dolinę rzeki w pobliżu granicy polsko–czeskiej.
Podczas normalnej eksploatacji zapora nie piętrzy wody. Dolny upust ma ograniczoną przepustowość regulowaną zasuwami, zmniejszając falę powodziową. Zły stan techniczny zapory i groźbę katastrofy pokazała powódź w lipcu 1980 roku. Woda przesiąkała przez szczeliny, istniała groźba zawalenia. W latach 80. XX wieku przeprowadzono gruntowny remont zapory, uszczelniając mury i wał zastrzykami cementowo–wapiennymi, które wzmocniły konstrukcję. W 2011 r. zapora przeszła kolejny remont, uzupełniono ubytki oraz zamontowano zdalne sterowanie zasuwami.

## Ochrona przeciwpowodziowa
Podczas powodzi w lipcu 1997 roku zapora zapewniła bezpieczne spiętrzenie wód powodziowych prawie do maksymalnego poziomu (znacznie ponad 14 m) co uchroniło Jarnołtówek i poniżej leżące miejscowości przed skutkami powodzi lub katastrofalnym zatopieniem. Strat powodziowych nie dało się jednak w 100% uniknąć – wieś ucierpiała.
Podczas powodzi we wrześniu 2024 doszło do przebicia wału. Spiętrzona woda po raz pierwszy w historii przelała się przez szczyt, jednak tama wytrzymała napór.